# Unsere Schule ist die Beste
Unsere Schule ist die Beste è una serie televisiva tedesca trasmessa dal 1994 al 1995 sull'emittente RTL Television.  Protagonisti della sono Michaela May ed Elmar Wepper; altri interpreti principali sono Harald Leipnitz, Rainer Goernemann, Horst Sachtleben, Andrea Wildner.
La serie consta di un'unica stagione, composta da 16 episodi, della durata di 50 minuti ciascuno: il primo episodio, intitolato Aller Anfang ist schwer, venne trasmesso in prima visione televisiva 17 ottobre 1994, mentre l'ultimo, intitolato Privatstunden, venne trasmesso in prima visione il 2 febbraio 1995.

## Trama
Una coppia di coniugi di Aschaffenburg, Werner e Uschi Steiner, entrambi insegnanti (rispettivamente di educazione fisica e di tedesco e latino) viene trasferita al liceo Pestalozzi nel Chiemgau, regione delle Alpi Bavaresi. Tra il corpo docenti, Uschi ritrova un suo amore di gioventù, Dirk Hollmann.

## Episodi
| Stagione       | Episodi | Prima TV Germania | Prima TV Italia |
| -------------- | ------- | ----------------- | --------------- |
| Prima stagione | 16      | 1994              | inedita         |

## Personaggi e interpreti
- Uschi Steiner, interpretata da Michaela May (ep. 1-16)[2][6]
- Werner Steiner, interpretato da Elmar Wepper (ep. 1-16)[2][6] Marito di Uschi, è insegnante di educazione fisica.[2][3]
- Harald Schönauer, interpretato da Harald Leipnitz (ep. 1-16)[2][6] È il preside della scuola.[3]
- Dirk Hollmann, interpretato da Rainer Goernemann. Insegnante di arte, è un ex-fidanzato di Uschi.[2][3]
- Heinz Ruhland, interpretato da Horst Sachtleben.
- Ines Rohrdorfer, interpretato da Andrea Wildner.
- Trude Kneissl, interpretata da Franziska Stömmer
- Agnes Bechtle, interpretata da Lisa Kreuzer.
- Oliver Strühler, interpretato da Peter Fröhlich.
- Erna Koslowski, interpteta da Edith Behleit.
- Sig.ra Knauer, interpretata da Pia Hänggi.
- Helga Zeuner, interpretata da Mia Martin.
- Heiner Friedl, interpretato da Sepp Schauer.
- Achim Reuschel, interpretato da  Oliver Clemens.